# Denisonia
Denisonia – rodzaj jadowitych węży z rodziny zdradnicowatych (Elapidae).

## Zasięg występowania
Rodzaj obejmuje gatunki występujące w Australii.

## Systematyka

### Etymologia
Denisonia: Sir William Thomas Denison (1804–1871), brytyjski wojskowy, inżynier i administrator kolonialny, gubernator Ziemi van Diemena w latach 1847–1855, Nowej Południowej Walii w latach 1855–1861 i Madrasu w latach 1861–1866.

### Podział systematyczny
Do rodzaju należą następujące gatunki: 
- Denisonia devisi (Waite & Longman, 1920)
- Denisonia maculata (Steindachner, 1867)